# Deidara
Deidara (デイダラ Deidara?) es un personaje del manga y anime Naruto. Forma parte de la Organización Akatsuki, donde inicialmente su compañero era Sasori pero posteriormente, después de su muerte, su compañero fue Obito Uchiha usando a su personaje Tobi, con quien presentó divertidas ocasiones.

## Personaje

### Apariencia
Deidara es un hombre de aspecto andrógino de cabello largo y rubio. Tiene un anillo con el kanji Azul (青 Ao?) en su dedo índice derecho. No obstante, la mayor peculiaridad física de Deidara es el hecho de que tiene bocas en las palmas de las manos y en el torso. La boca del torso parece ser el resultado de una técnica de sellado, dados los patrones que la rodean. Está cosido con un hilo grueso, que podría pertenecer a Kakuzu.

### Personalidad
Deidara es un joven muy resentido pero enormemente orgulloso de su arte; está convencido de que es un poder perfecto, que puede volverse insuperable. No soporta a nadie que se ría de su arte. Respeta mucho a su compañero Sasori, incluso si no comparte los mismos ideales sobre el arte. Según Deidara es un «instante de efímero esplendor», mientras que Sasori cree que «el arte es algo que resiste con paso del tiempo, bien y con gracia. El verdadero arte es la belleza eterna».

## Historia

### Pasado
Deidara es un ninja desertor de la Aldea Oculta de la Roca, miembro del Escuadrón de Explosivos y el protegido del tercer Tsuchikage, Onoki, a quien Deidara consideraba como su abuelo, también se llevaba bastante bien con sus antiguos compañeros Akatsuchi y Kurotsuchi, donde esta última lo llamaba cariñosamente bajo el sobrenombre de "Deidara Nii-san" y lo trataba como su hermano. Deidara quería llevar las técnicas explosivas a otro nivel y robó una técnica prohibida que le permitió generar la arcilla explosiva, Deidara se convirtió así en un terrorista hasta que se vio obligado a unirse a los Akatsuki después de perder ante Itachi Uchiha. Desde esa derrota, Deidara ha alimentado un profundo resentimiento y deseo de venganza contra Itachi, no tanto por haber sido golpeado como por haber admirado el genjutsu de su Sharingan hasta el punto de definirlo como arte, una vergüenza gravísima para un artista como él, a quien considera su forma de arte la única digna de ese nombre.

### Primera parte
Deidara hace su debut tanto en el manga como en el anime en el final de la primera parte, junto a los demás integrantes de Akatsuki, en una reunión en donde hablan sobre Orochimaru, el sharingan y del Zorro de las Nueve Colas. El personaje aparece flotando y de cabeza, posiblemente en un diseño prematuro.

### Segunda parte
Deidara ataca la Aldea Oculta de la Arena junto con Sasori, y derrota y secuestra al Kazekage. Después de sellar al demonio, Deidara se enfrenta a Naruto y Kakashi para obtener el poder de Kurama, pero es derrotado y huye. Más tarde es rescatado por Zetsu y Tobi; este último se hace cargo de la organización convirtiéndose así en su nuevo compañero de equipo tomando el lugar de Sasori. Más tarde, junto con Tobi, captura al Tres Colas y se enfrenta a Sasuke, suicidándose en la batalla.
Deidara resucita durante la cuarta guerra ninja a través del edo tensei de Kabuto. Junto con Kabuto llega a la isla donde Killer Bee y Naruto se esconden y se enfrenta a Onoki, pero la batalla no se completa porque Kabuto, después de secuestrar a Yamato, libera la técnica que mantenía a Deidara con vida. Más tarde, Deidara es nuevamente convocado por Kabuto y se infiltra en la División de Ataque Sorpresa con Sasori, Shin y Chukichi, pero Sai le dispara y posteriormente queda atrapado en una de las marionetas de Kankuro. Deidara regresa al «más allá» después de que Kabuto interrumpiera la técnica con un genjutsu de Itachi.

## Técnicas
Las técnicas de Deidara difieren de las comunes en el hecho de que solo se le ha visto luchar utilizando sus bombas de arcilla. El sello que utiliza para hacerlas explotar es un jutsu desconocido, aunque supuestamente debería conocer muchas otras técnicas. Para crear sus explosivos utiliza distintos tipos de arcilla especial, que mezcla con su chakra comiéndola con sus bocas secundarias y terciarias. Sin embargo, en el episodio 361, Sasuke afirma haber visto a Deidara formar sellos para crear sus explosivos, lo que implica que para crearlos necesita al menos tres elementos: arcilla, chakra y formar sellos de elemento tierra (Doton). Se ha visto al Akatsuki formar sus "explosivas obras de arte" con cuatro tipos de arcilla:
- Katsu: Es la orden de explosión a sus creaciones de arcilla. La usa cuando ha acercado con sus animales al objetivo y se asegura de alcanzarlo con la explosión.

- C1: La fuerza explosiva de la explosión de este tipo de arcilla es pequeño. Por lo tanto, se utiliza principalmente en acciones encubiertas, como ataques por sorpresa. El diseño de las bombas tiende a tomar la forma de animales pequeños, como insectos, pájaros y otros.

- C2: Un gran dragón hecho de arcilla. Actúa como bomba madre, pues puede liberar por la boca animales de arcilla C1 más pequeños. Con la cooperación de un aliado, que esparce de antemano sellos explosivos terrestres, este movimiento tiene una gran eficacia.

- C3: Este movimiento consiste en un gran cuerpo de arcilla que cae desde el cielo en el objetivo. Aunque parece simple, cuenta con el mayor poder explosivo. Este modelo sigue el diseño de una muñeca ovalada y con alas para ser guiada hasta su objetivo. Lleva, según Deidara, la belleza de una explosión a su límite máximo. Es una técnica de tan amplio radio de impacto que puede llegar a afectar a los aliados.

- Muñecos de arcilla: Son una especie de monstruos o mutantes sin forma alguna definida con varios tipos y formas que se crean de un charcho de arcilla moldeado que saca Deidara de sus bocas formando así estos que son unidos por un fino y delgado hilo de arcilla que empieza desde estos monstruos y llega hasta las bocas de las manos de Deidara formando así marionetas que al mutilarlos se une otro hilo de arcilla a las partes cortadas formando más de estos que solo pueden llegar a explotar a la orden de Deidara mencionada antes (katsu) no pueden explotar aunque los toquen como las otras creaciones de Deidara.

- Karura C4: Deidara crea una copia de sí mismo en tamaño gigantesco en arcilla comiéndosela anteriormente con su propia boca (no con las de las manos) para poder crearla. Cuando el Deidara gigante explota, pequeñas y potentes bombas se esparcen en una amplia gama. Su tamaño no puede ser visto por una persona con ojos comunes. Una vez inhaladas las micro-bombas, las mismas van a cada paso en el cuerpo del enemigo. Innumerables y diminutas explosiones ocurren a nivel celular en el interior del cuerpo, causando la destrucción desde el interior. Es solo en el momento de la muerte que la víctima se da cuenta de que ha sido atacada. Esta técnica fue desarrollada por Deidara para usarla en contra de Itachi cuando tuviesen otro enfrentamiento, aunque nunca la logró usar en contra de él.

- C0: La técnica más poderosa y destructiva del propio Deidara, ya que llevar a cabo este jutsu significa sacrificar su propia vida a cambio de crear una explosión gigantesca. Para activar este jutsu, Deidara utiliza la tercera boca, que fue cosida por Kakuzu y se encuentra al lado del corazón, que es capaz de amasar con chakra toda la arcilla posible, consumiendo el sistema circulatorio de chakra de las extremidades hasta el corazón poco a poco, como la mecha de un explosivo. Una vez llegado al corazón, la energía implosiona, creando una gran explosión que cubre un área de diez kilómetros a la redonda o lo que esté cerca del radio la misma, tomando la forma de una torre del sol (太陽の塔, Taiyō no Tou). Deidara solo utiliza una vez esta técnica kamikaze en medio de su combate final contra Sasuke Uchiha, como último recurso para eliminarlo de una vez por todas. Sin embargo, dicha técnica terminaría fracasando al final, ya que Sasuke logró sobrevivir a la explosión usando a Manda, la serpiente de Orochimaru, como un escudo usando su Sharingan, a costa de sacrificar la vida de la serpiente.[18]

- Clon bomba suicida: es un clon hecho de arcilla el cual también puede hacer una gran explosión comiendo un poco de arcilla con la cual casi elimina a todo el equipo de Gai si no fuera por el Kamui del Mangekyō Sharingan de Kakashi Hatake.

- El ojo biónico de Deidara: Este ojo comenzó a entrenarlo cuando fue derrotado por los ojos Sharingan de Itachi Uchiha, por lo cual fue forzado a entrar a Akatsuki. Por rencor al no apreciar su arte, empezó a desarrollar su ojo izquierdo intensamente para captar los efectos del Sharingan para no caer otra vez en sus ilusiones y poder anticiparlas, pero al hacerlo pierde la visión de ese ojo. Él tenía el propósito de obtener una revancha contra Itachi, pero esto nunca pasó, ya que Deidara murió en la batalla contra el hermano menor de este último, Sasuke Uchiha.

### Misiones completas
- Rango D: 4
- Rango C: 27
- Rango B: 35
- Rango A: 133
- Rango S: 3